# Biely Kostol
Biely Kostol este o comună slovacă, aflată în districtul Trnava din regiunea Trnava. Localitatea se află la altitudinea de 153 m deasupra n.m., se întinde pe o suprafață de 2,41 km2 și în 2017 număra 1.946 de locuitori.

## Istoric
Localitatea Biely Kostol este atestată documentar din 1244.

## Demografie
| An:                | 1994 | 2004   | 2014    | 2024    |
| ------------------ | ---- | ------ | ------- | ------- |
| Număr de persoane: | 1092 | 1200   | 1611    | 2553    |
| Diferență:         |      | +9,89% | +34,25% | +58,47% |

| An:                | 2023 | 2024   |
| ------------------ | ---- | ------ |
| Număr de persoane: | 2531 | 2553   |
| Diferență:         |      | +0,86% |